# A Noite É uma Criança
A Noite é uma Criança foi um programa da Rede Bandeirantes (Band), apresentado por Otávio Mesquita, entre 4 de março de 2002 até 8 de julho de 2011. Era exibido de segunda a sexta-feira após o Jornal da Noite.

## Sobre o programa
O cenário é composto por uma coleção de bonecos que são personagens das mais variadas épocas, do lendário National Kid ao moderno Wolverine, e Mesquita conta com um ajudante de estúdio, o engraçado "Homem-dália". A temática das matérias apresentadas é muito variada, indo dos temas jornalísticos sérios às reportagens mais engraçadas. É um programa mais apropriado para o público adulto. Patrícia de Sabrit foi repórter do programa entre 2002 e 2003. Em 2004 assume o posto Bárbara Koboldt, conhecida como a repórter "Super Poderosa", fazendo reportagens sobre curiosidades e lugares diferentes. Em 2005 também entrou Rodrigo de Almeida Leitão, que sai pelo mundo à caça de comidas exóticas.
O último programa foi exibido na madrugada do dia 8 de julho de 2011, depois de nove anos apresentando o programa. Otávio Mesquita renova o contrato com Rede Bandeirantes até abril de 2013 para apresentar o novo programa Claquete, atração de um formato mais para cobertura de eventos, divulgações publicitárias e etc. Logo depois, em dezembro de 2013, Mesquita rescinde o contrato após a programação sofrer uma reformulação.

## Versão semanal
Além da versão diária, o programa contava com uma versão semanal chamada A Noite É uma Super Criança, exibida nas madrugadas de sábado para domingo, de 2007 a 2010. 